# Ulapes

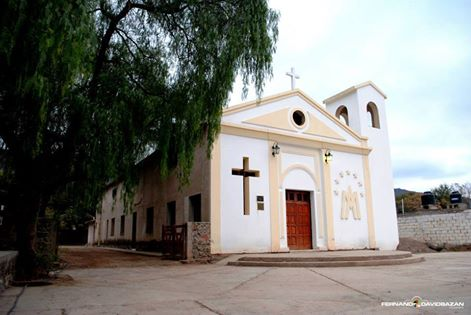
Capela Nossa Senhora do Rosário.

Ulapes é uma cidade da Argentina, localizada na província de La Rioja